# Sakari Ilmanen
Sakari Johannes Ilmanen, né le 3 novembre 1880 à Loppi dans le Grand-duché de Finlande et mort le 16 février 1968 à Helsinki, est un patineur artistique finlandais, un des pionniers du patinage dans son pays avant la Première Guerre mondiale.

## Biographie

### Carrière sportive
Sakari Ilmanen est né dans le Grand-duché de Finlande, une composante de l'Empire russe. Il est le premier champion de Finlande en 1908, titre qu'il conquiert encore cinq fois (1912, 1920, 1921, 1922 et 1924). 
Il représente le Grand-duché aux mondiaux de 1903 à Saint-Pétersbourg et de 1914 à Helsingfors. 
Après la Première Guerre mondiale, il représente la Finlande devenue indépendante en 1917, à savoir aux Jeux olympiques d'été de 1920 à Anvers et aux championnats européens de 1922 à Davos.
Il arrête les grandes compétitions internationales après les championnats européens de 1922.

### Reconversion
Il officie comme juge lors de la compétition des couples des Jeux olympiques d'été de 1920 à Anvers, et lors des compétitions messieurs et couples des Jeux olympiques d'hiver de 1928 à Saint-Moritz.

## Palmarès
| Compétition | 1903 | 1904 | 1905 | 1906 | 1907 | 1908 | 1909 | 1910 | 1911 | 1912 | 1913 | 1914 | 1915 | 1916 | 1917 | 1918 | 1919 | 1920 | 1921 | 1922 | 1923 | 1924 |
| Jeux olympiques d'été |      |      |      |      |      |      |      |      |      | X    |      |      |      | JA   |      |      |      | 5e   |      |      |      |      |
| Championnats du monde | F    |      |      |      |      |      |      |      |      |      |      | F    | CA   | CA   | CA   | CA   | CA   | CA   | CA   |      |      |      |
| Championnats d'Europe | CA   |      |      |      |      |      |      |      |      |      |      |      | CA   | CA   | CA   | CA   | CA   | CA   | CA   | 6e   |      |      |
| Championnats de Finlande |      |      |      |      |      | 1er  | CA   |      | 2e   | 1er  |      | 2e   |      |      |      | CA   |      | 1er  | 1er  | 1er  |      | 1er  |
| Légende : F = Forfait ; X = Pas de patinage artistique aux Jeux olympiques d'été de 1912 ; JA = Jeux olympiques d'été annulés ; CA = Championnats annulés |      |      |      |      |      |      |      |      |      |      |      |      |      |      |      |      |      |      |      |      |      |      |